# VirtualBox
VirtualBox är en kommersiell X86-virtualiseringsmjukvara (med en begränsad GPL-version) för Linux, Mac OS, OS/2 Warp (experimentella OSE-versioner), och Windows 32-bit och 64-bit värdar, och stödjer FreeBSD, Linux, OpenBSD, OS/2 Warp och Windows som gästoperativsystem. Efter flera år av utvecklande, släpptes VirtualBox OSE (Open source edition), en begränsad open-source-version, under GNU General Public License (GPL) i januari 2007.  
Jämfört med de andra etablerade kommersiella virtualiseringsmjukvarorna som VMware Workstation och Microsoft Virtual PC saknar VirtualBox vissa funktioner, men erbjuder istället andra. Några av dessa unika funktioner är att köra virtuella maskiner fjärrstyrt över protokollet Remote Desktop Protocol (RDP), stöd för iSCSI och stöd för icke-lokala USB-enheter över RDP.
Enligt en studie genomförd år 2007 av DesktopLinux.com är VirtualBox det tredje populäraste mjukvarupaketet för att köra Windowsprogram under Linux.
VirtualBox skapades 2007 av företaget Innotek GmbH. 2008 köptes det upp av Sun Microsystems som sedan köptes upp av Oracle som nu är den nuvarande ägaren.